# Himitsu chouhouin Erika
Himitsu chouhouin Erika (秘密諜報員 エリカ?), nota anche con il titolo internazionale Erika the Secret Agent, è una serie televisiva giapponese del 2011 trasmessa su Nippon Television.

## Trama
Erika Takahashi si è lasciata il proprio passato da agente segreto alle spalle e ha sposato Ryosuke, tranquillo impiegato rimasto vedovo e con un figlio. Una mattina la donna viene contattata dal suo precedente capo, che chiede il suo aiuto per una serie di indagini: Erika si trova così a dividere la sua vita tra "casalinga" e "spia", per evitare che la sua famiglia venga a conoscenza del proprio passato.